# 雲南市立斐伊小学校
雲南市立斐伊小学校（うんなんしりつ ひいしょうがっこう）は、島根県雲南市木次町里方にある公立小学校。

## 沿革
- 1875年（明治8年）[1]
  - 1月 - 公立山方小学校の開設。
  - 7月 - 公立斐伊小学校の開設。
- 1887年（明治20年）10月 - 学制改革により、斐伊簡易小学校となる。（1889年、自治区分離により木次村→斐伊村）
- 1892年（明治25年）7月 - 学制改革により、斐伊尋常小学校となる。
- 1912年（大正元年）11月 - 校舎落成。
- 1919年（大正8年）4月 - 高等科併設に伴い、斐伊尋常高等小学校となる。
- 1932年（昭和7年）1月 - 学校給食の開始。
- 1935年（昭和10年）3月 - 講堂落成。塾教育の開始。
- 1941年（昭和16年）4月 - 国民学校令により、斐伊国民学校となる。
- 1947年（昭和22年）4月 - 学校教育法により、斐伊村立斐伊小学校となる。
- 1951年（昭和26年）4月1日 - 斐伊村と木次町が合併し、木次町立斐伊小学校となる。
- 1955年（昭和30年）3月3日 - 日登村・温泉村と合併して雲南木次町となり、雲南木次町立斐伊小学校となる。
- 1957年（昭和32年）5月3日 - 町名の改称に伴い、木次町立斐伊小学校となる。
- 1976年（昭和51年）3月 - 創立100周年記念式典が行われる。
- 2004年（平成16年）11月1日 - 町村合併により、雲南市立斐伊小学校となる。

## 通学区域
- 木次町里方（雲南市立木次小学校の通学区域を除く）、木次町山方[2]

## 進学先中学校
- 雲南市立木次中学校[2]

## 周辺
- 国道54号
- 斐伊川
- 道の駅さくらの里きすき
- 雲南保健所